# كيني واشنطن
كيني واشنطن (بالإنجليزية: Kenny Washington)‏ (و. 1943  م) هو لاعب كرة السلة، ومدرب كرة سلة، من الولايات المتحدة، ولد في بيافورت، شارك في بطولة كأس العالم لكرة السلة 1970، يلعب كمدافع مسدد الهدف.

## روابط خارجية
- كيني واشنطن على موقع الاتحاد الدولي لكرة السلة (الإنجليزية)
- كيني واشنطن على موقع سبورتس رفرنس (الإنجليزية)
- كيني واشنطن على موقع كلية كرة السلة في سبورتس رفرنس.كوم (الإنجليزية)
- كيني واشنطن على موقع ريلجم (الإنجليزية)